# Ель-Ехідо
Ель-Ехідо (ісп. El Ejido) — муніципалітет в Іспанії, у складі автономної спільноти Андалусія, у провінції Альмерія. Населення — 89 975 осіб (2023).
Муніципалітет розташований на відстані близько 410 км на південь від Мадрида, 31 км на захід від Альмерії.
На території муніципалітету розташовані такі населені пункти: (дані про населення за 2010 рік)
- Енсенада-Сан-Мігель: 6246 осіб
- Балерма: 4380 осіб
- Ель-Ехідо: 44965 осіб
- Гуардіас-В'єхас: 519 осіб
- Матагорда: 2242 особи
- Лас-Норіас: 9963 особи
- Пампаніко: 1230 осіб
- Сан-Агустін: 3833 особи
- Санта-Марія-дель-Агіла: 11059 осіб
- Тарамбана: 952 особи

## Демографія
Динаміка населення (INE ):

## Галерея зображень

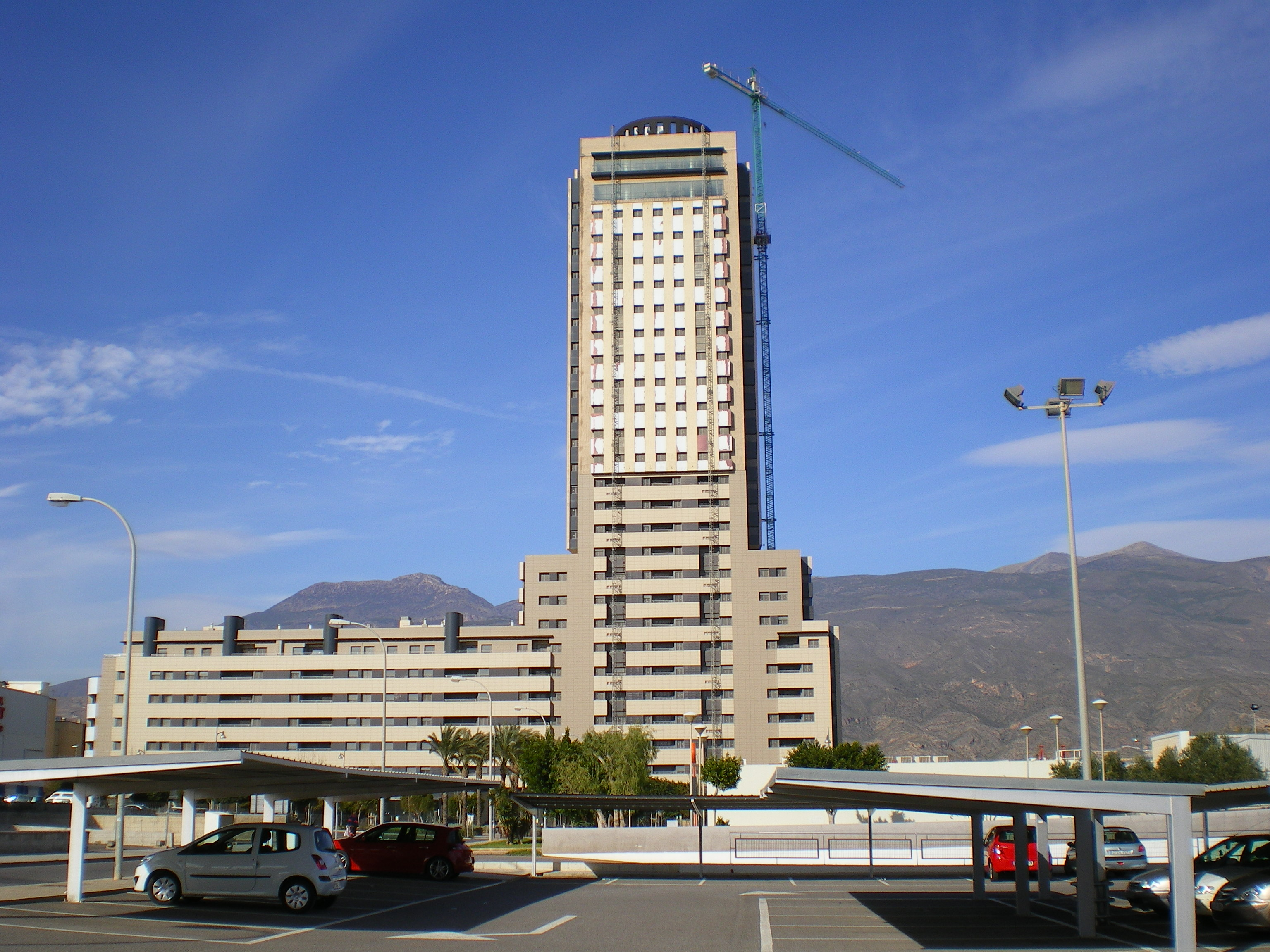
Торре-Лагуна
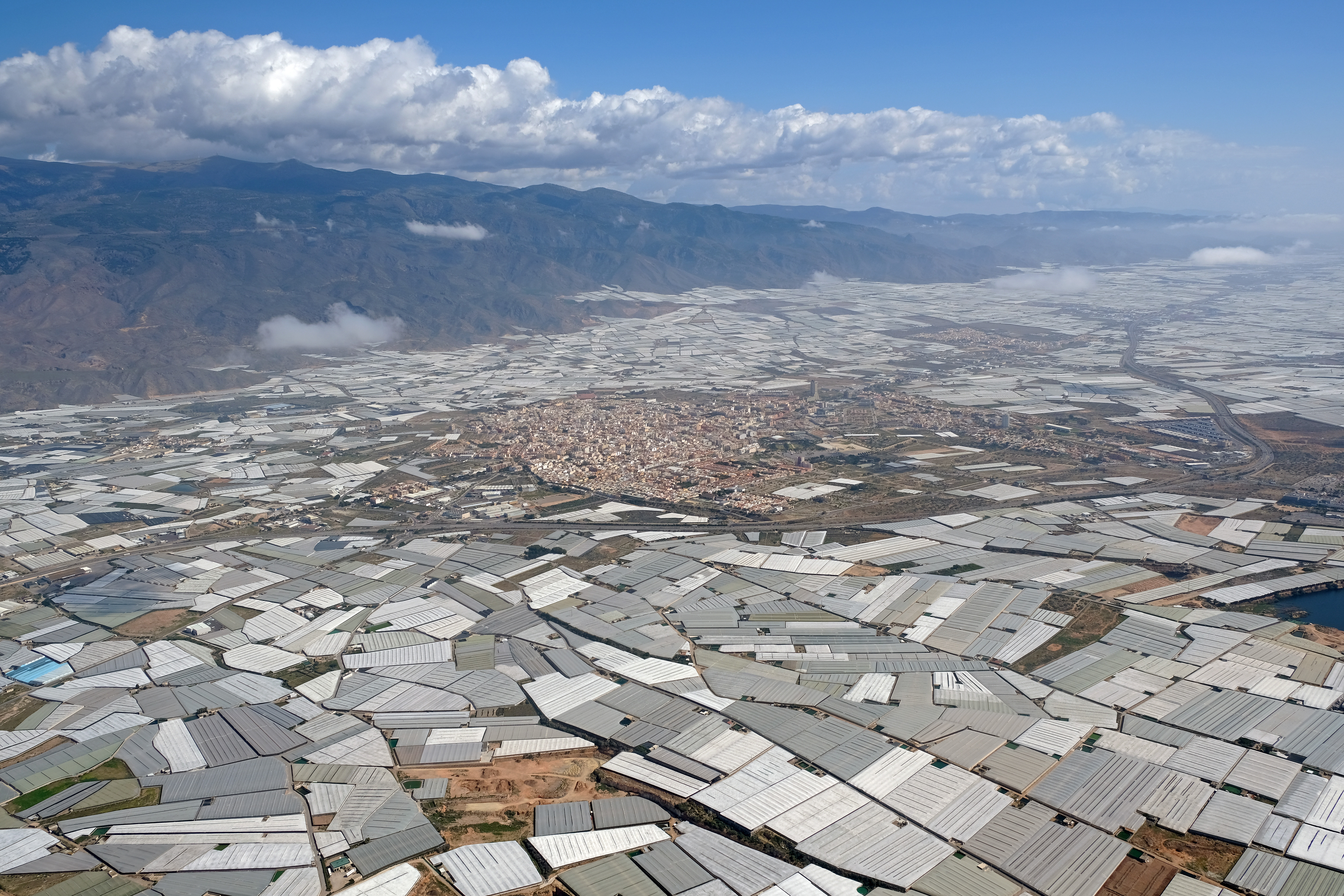
Теплиці навколо Ель-Ехідо ("Пластикове море")
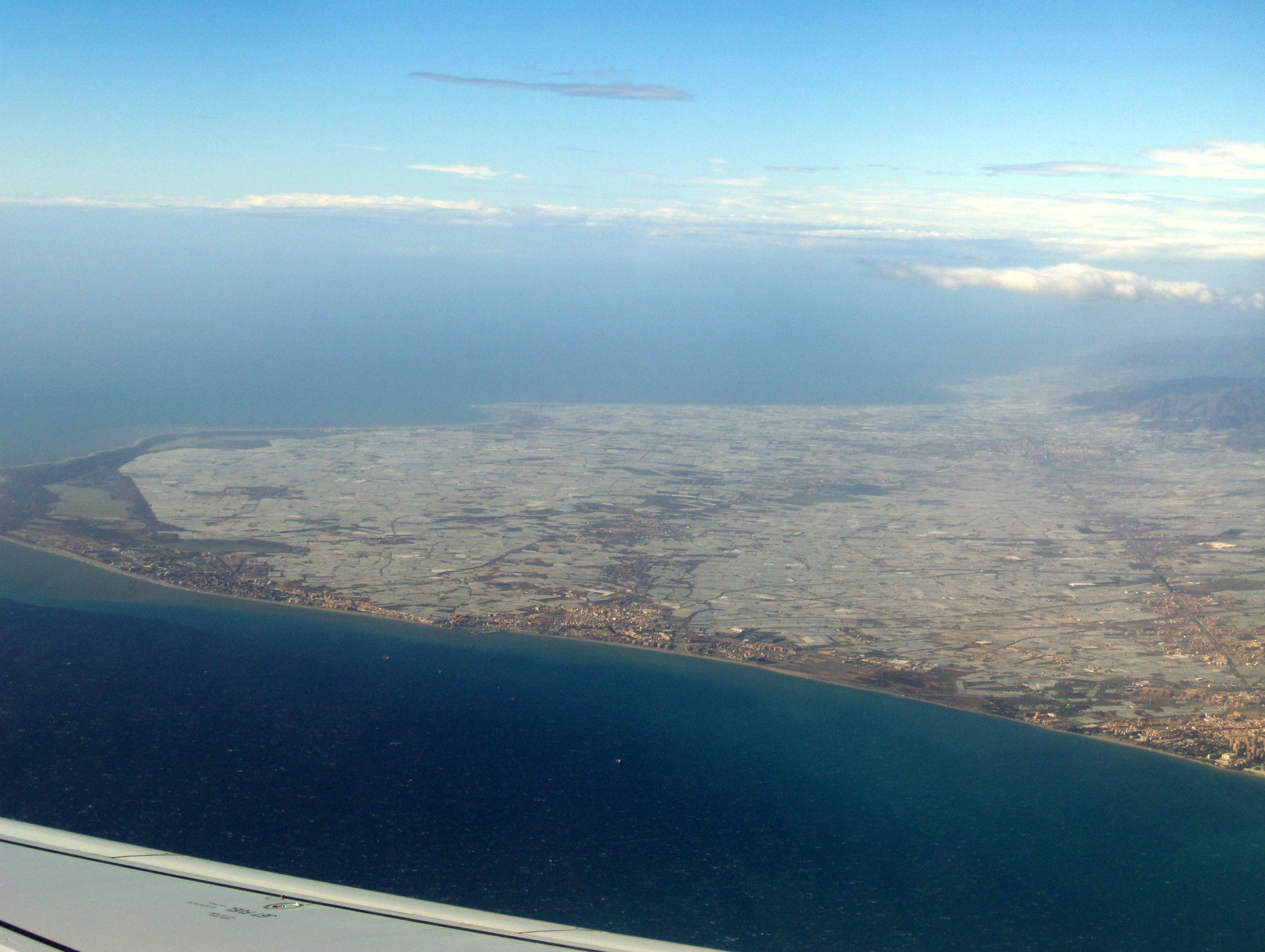
Ель-Ехідо в оточенні теплиць, вид з повітря
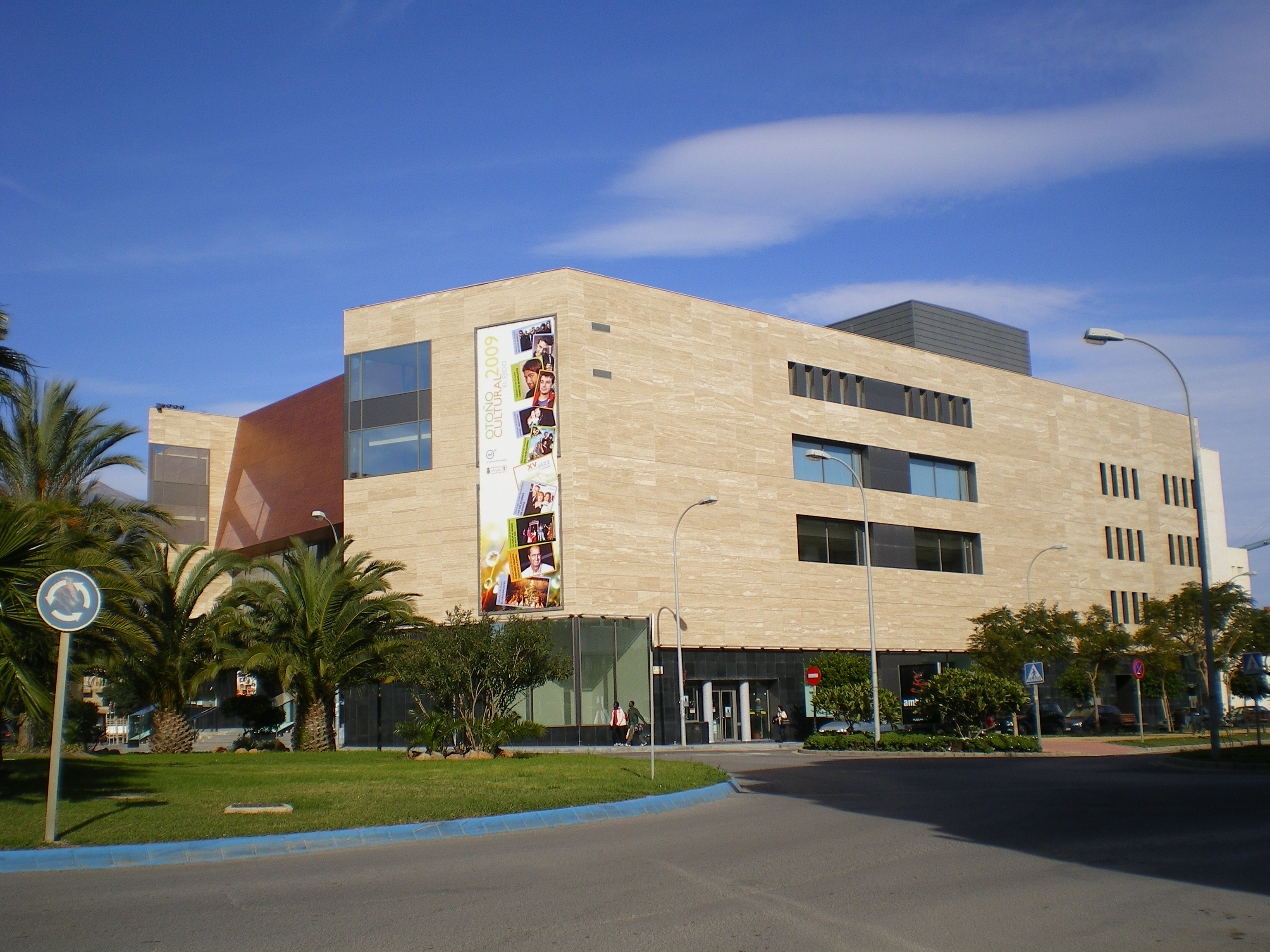
Театр Ель-Ехідо